# Bastião
Bastião – srebrna moneta o wartości 300 reis, bita przez Portugalczyków za Sebastiana I (1557–1578) w indyjskiej kolonii Goa, przedstawiająca na rewersie przeszytego strzałami św. Sebastiana.